# Horacio Ramírez
Horacio Ramírez (né le 24 novembre 1979 à Carson, Californie, États-Unis) est un ancien lanceur gaucher des Ligues majeures de baseball. Il évolue de 2003 à 2011.
Depuis 2014, il est instructeur chez les Braves d'Atlanta.

## Carrière
Horacio Ramírez est drafté le 3 juin 1997 par les Braves d'Atlanta au cinquième tour de sélection. Il débute en Ligue majeure le 2 avril 2003.
Il est échangé aux Mariners de Seattle le 7 décembre 2006 contre Rafael Soriano. Libéré de son contrat avant le début de la saison 2008, il s'engage avec les Royals de Kansas City le 21 mai 2008.
Échangé contre Paulo Orlando, un joueur de ligues mineures, le 9 août 2008, il termine la saison sous les couleurs des White Sox de Chicago.
Devenu agent libre, il s'engage avec les Royals de Kansas City le 11 décembre 2008.
Libéré de son contrat chez les Royals au début du mois de juin, il s'engage le 15 juin 2009 avec l'organisation des Nationals de Washington. Il n'est pas aligné en Ligue majeure par les Nationals et se contente d'évoluer en ligues mineures.
En 2010, il signe un contrat des ligues mineures avec les Giants de San Francisco mais n'obtient pas sa chance avec le club.
Il rejoint les Angels de Los Angeles d'Anaheim pour 12 parties en 2011 et y remporte sa première victoire depuis 2008, sa seule décision de la saison.
Le 16 août 2012, il rejoint les Cubs de Chicago après avoir joué pour les Kia Tigers de l'Organisation coréenne de baseball, mais ne regagne pas les majeures.
En mars 2014, il devient instructeur chez les Braves d'Atlanta. Ses fonctions impliquent la préparation d'avant-match et il est aussi responsable de la stratégie qui concerne l'arbitrage vidéo.